# Deposició al buit

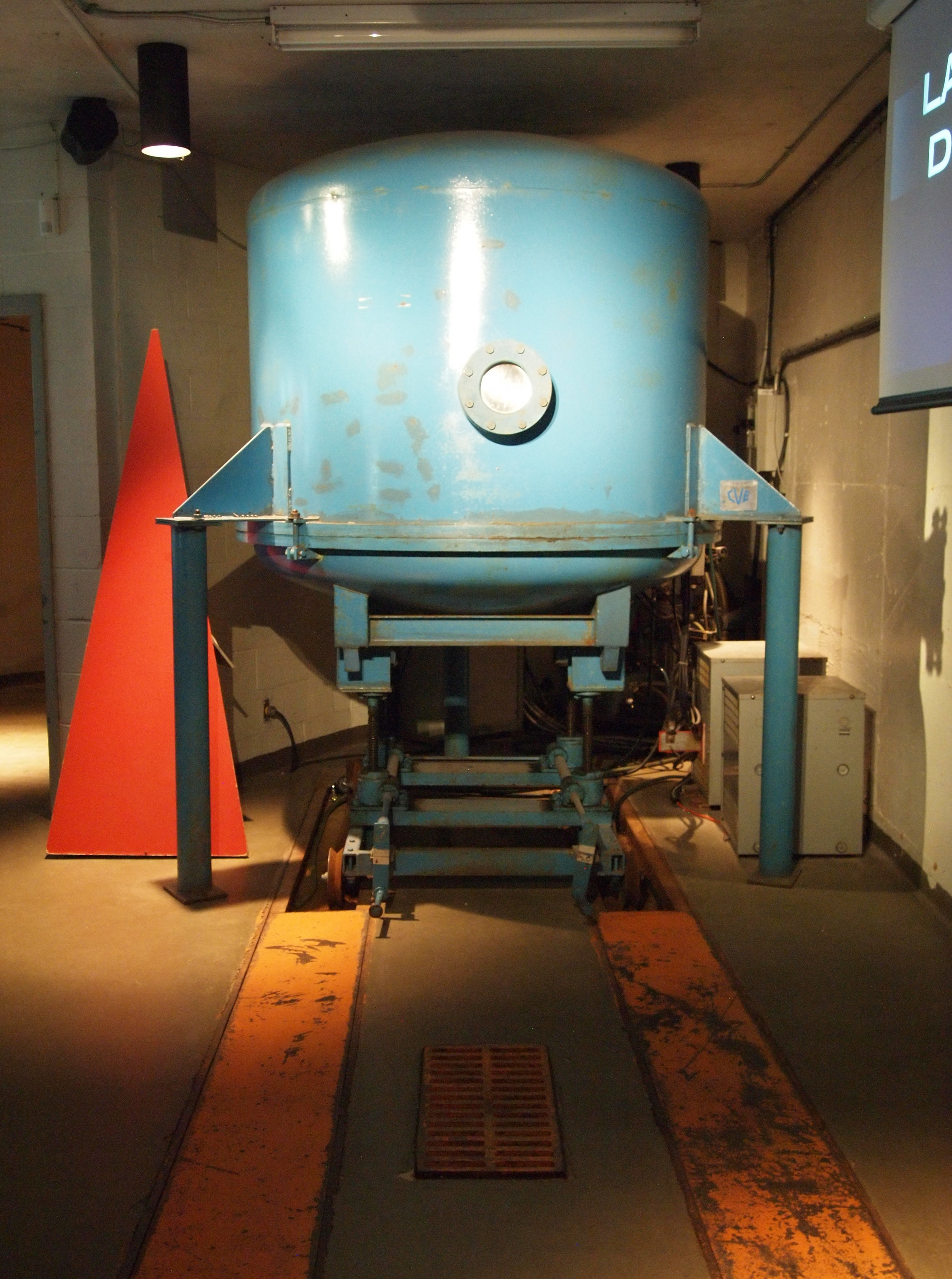
Cambra de buit d'aluminització de l'Observatori de Mont Mégantic utilitzada per revestir els miralls dels telescopis.

La deposició al buit és un grup de processos utilitzats per dipositar capes de material àtom per àtom o molècula per molècula sobre una superfície sòlida. Aquests processos operen a pressions molt per sota de la pressió atmosfèrica (és a dir, buit). Les capes dipositades poden variar des d'un gruix d'un àtom fins a mil·límetres, formant estructures independents. Es poden utilitzar múltiples capes de diferents materials, per exemple per formar recobriments òptics. El procés es pot qualificar en funció de la font de vapor; La deposició física de vapor utilitza una font líquida o sòlida i la deposició química de vapor utilitza un vapor químic.

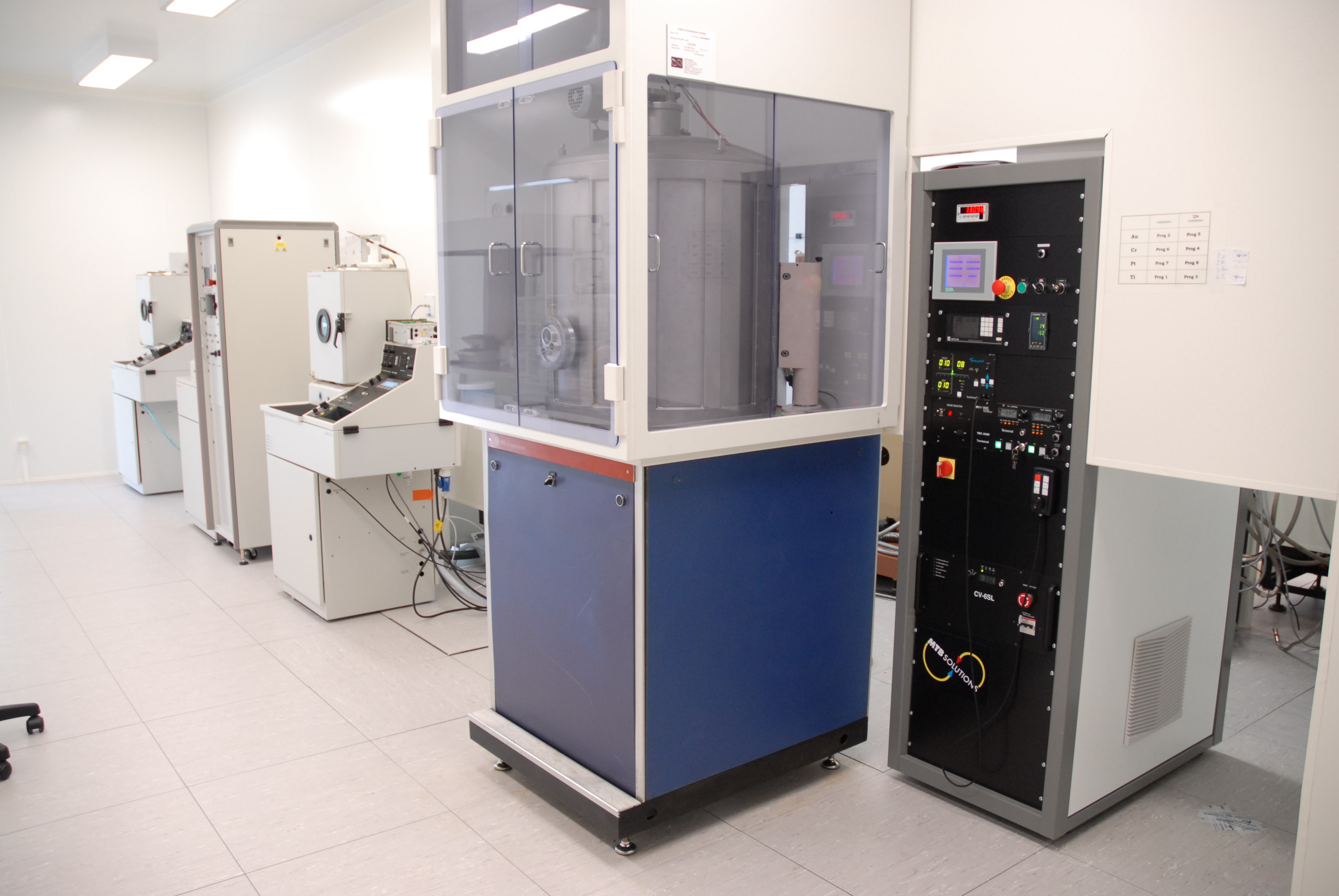
Diverses màquines d'evaporació utilitzades per a les metal·litzacions a les instal·lacions tecnològiques de LAAS a Tolosa, França.

## Descripció
L'entorn de buit pot servir per a un o més propòsits:
- reduint la densitat de partícules de manera que el camí lliure mitjà per a la col·lisió sigui llarg
- reduir la densitat de partícules d'àtoms i molècules indesitjables (contaminants)
- proporcionant un entorn de plasma de baixa pressió
- proporcionar un mitjà per controlar la composició de gas i vapor
- proporcionant un mitjà per al control del flux de massa a la cambra de processament.

Les partícules condensades es poden generar de diverses maneres:
- evaporació tèrmica
- espolvorejant
- vaporització d'arc catòdic
- ablació làser
- descomposició d'un precursor de vapor químic, deposició de vapor químic

En la deposició reactiva, el material dipositant reacciona amb un component del medi gasós (Ti + N → TiN) o amb una espècie co-dipositant (Ti + C → TiC). Un entorn de plasma ajuda a activar espècies gasoses (N 2 → 2N) i a la descomposició dels precursors de vapor químic (SiH 4 → Si + 4H). El plasma també es pot utilitzar per proporcionar ions per a la vaporització mitjançant sputtering o per al bombardeig del substrat per a la neteja per sputtering i per al bombardeig del material de dipòsit per densificar l'estructura i adequar les propietats (placat d'ions).

## Tipus
Quan la font de vapor és líquida o sòlida, el procés s'anomena deposició física de vapor (PVD). Quan la font és un precursor de vapor químic, el procés s'anomena deposició de vapor químic (CVD). Aquest últim té diverses variants: deposició de vapor químic a baixa pressió (LPCVD), deposició de vapor química millorada amb plasma (PECVD) i CVD assistida per plasma (PACVD). Sovint s'utilitza una combinació de processos PVD i CVD a les mateixes cambres de processament o connectades.

## Aplicacions
- Conducció elèctrica: pel·lícules metàl·liques, resistències, òxids conductors transparents (TCO), pel·lícules i recobriments superconductors
- Dispositius semiconductors: pel·lícules semiconductors, pel·lícules aïllants elèctricament
- Cèl·lules solars
- Pel·lícules òptiques: recobriments antireflectants, filtres òptics
- Recobriments reflectants: miralls, miralls calents
- Recobriments tribològics: recobriments durs, recobriments resistents a l'erosió, lubricants de pel·lícula sòlida
- Conservació i generació d'energia: recobriments de vidre de baixa emissivitat, recobriments absorbents solars, miralls, cèl·lules fotovoltaiques de pel·lícula fina solar, pel·lícules intel·ligents
- Pel·lícules magnètiques: enregistrament magnètic
- Barrera de difusió : barreres de permeació de gas, barreres de permeació de vapor, barreres de difusió d'estat sòlid
- Protecció contra la corrosió.
- Aplicacions d'automoció: reflectors de làmpades i aplicacions d'acabat
- Premsat de discos de vinil, fabricació de discos d'or i platí

Un gruix inferior a un micròmetre generalment s'anomena pel·lícula fina, mentre que un gruix superior a un micròmetre s'anomena recobriment.